# Pentax *ist DS2
Pentax *ist DS2 — 6 мегапиксельный цифровой зеркальный фотоаппарат. Анонсирован 21 августа 2005 года. Не предназначался для рынка Европы. Samsung GX-1S — камера-клон (совместная разработка) с незначительными отличиями.
Pentax *ist DS2, Pentax *ist DS и Pentax *ist D отличаются от последующих моделей цифровых зеркальных фотоаппаратов фирмы Pentax наличием датчика TTL для измерения экспозиции, получаемой от лампы-вспышки непосредственно в процессе экспозиции. С применением внешних вспышек, поддерживающих режим TTL (не путать с режимом P-TTL), достигается получение верной экспозиции «в одну вспышку», без предварительной измерительной.

## Отличия от камеры-клонаSamsung GX-1S
- Маркировка.
- Кит-объектив Schneider Kreuznach D-XENON 1:3,5-5,6 18-55 мм AL. Хотя утверждается, что у Pentax объектив собственного производства, но фактически оба эти объектива идентичны за исключением нескольких деталей (к примеру, значения минимальных диафрагм объективов различны) не влияющих на качество.[2]